# بیابان ماسه‌ای ریگستان–شمال پاکستان
بیابان ماسه‌ای ریگستان–شمال پاکستان (انگلیسی: Registan–North Pakistan sandy desert) یک بوم‌ناحیه (شناسه WWF: PA1326) که حوضه خشک سیستان در جنوب افغانستان و بخش‌هایی از شرق ایران و جنوب غربی پاکستان را در بر می‌گیرد. بیابان ریگستان بخش شرقی حوضه سیستان به‌شمار می‌رود. این منطقه تقریباً به‌طور کامل بیابان ماسه‌ای خشک به همراه مقداری زمین زراعی آبی در کنار رودخانه‌ها است. چند تالاب فصلی در انتهای غربی رود هیرمند به سمت دریاچه هامون وجود دارد. این منطقه زیستگاه پنج گونه خزنده بوم‌زاد است.

## موقعیت و ویژگی‌ها

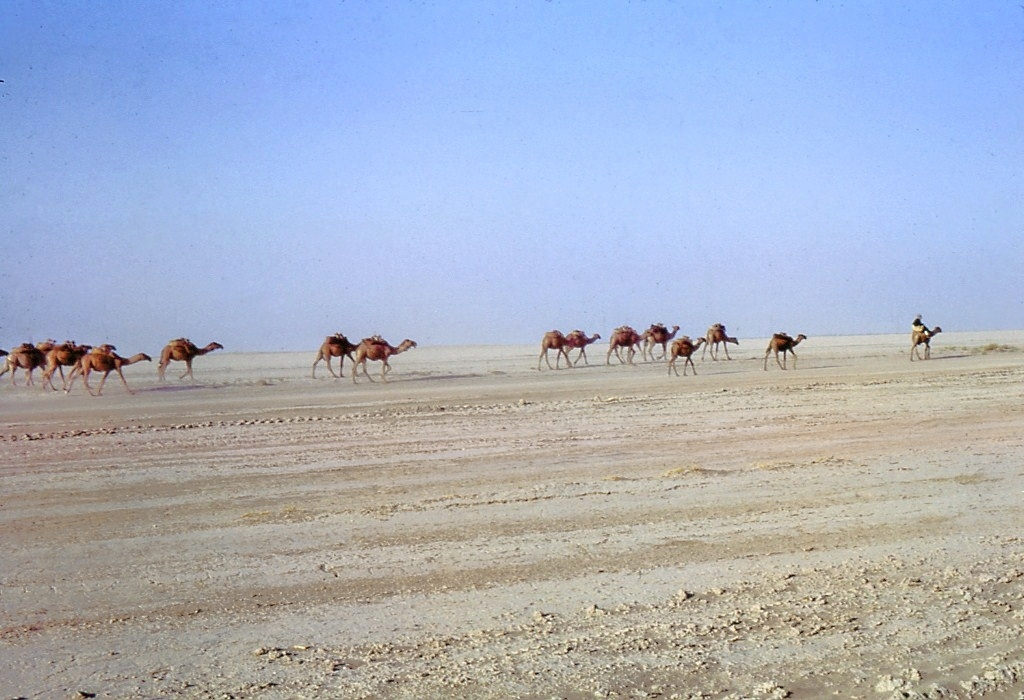
یک گله شتر در بیابان های ریگستان

حوضه این بوم‌ناحیه حدود ۵۰۰ کیلومتر عرض دارد که توسط کوه‌ها احاطه شده‌است. رود هیرمند از شمال شرقی (در قندهار) از میان بیابان به سمت جنوب غربی جریان دارد، جایی که به دریاچه درون‌ریز (بدون خروجی به دریا) هامون می‌ریزد. گود زره با ارتفاع ۴۶۶ متر (۱٬۵۲۹ فوت)، پست‌ترین نقطه حوضه است. میانگین ارتفاع بوم‌ناحیه ۸۷۸ متر (۲٬۸۸۱ فوت) و بالاترین نقطه آن ۲٬۷۶۰ متر (۹٬۰۶۰ فوت) است. سه بیابان مجزا در این حوضه وجود دارد: دشت مارگو، بیابان ریگستان و دشت خاش.
در شمال این بوم‌ناحیه، رشته‌کوه‌های مرکزی افغانستان قرار دارد که خود امتداد غربی کوه‌های هندوکش هستند. در سمت شرق بوم‌ناحیه، رشته‌کوه سلیمان پاکستان، در سمت جنوب رشته‌کوه مرکزی مکران در پاکستان و در سمت غرب حوضه‌های بیابانی ایران مرکزی قرار دارند. در امتداد بخش‌های میانی بوم‌ناحیه، تپه‌های گرانیتی چاگای در امتداد مرز افغانستان و پاکستان قرار دارند.

## اقلیم
بر پایه طبقه‌بندی اقلیمی کوپن اقلیم این بوم‌ناحیه از نوع اقلیم بیابانی سرد (BWk) است. این اقلیم دارای شرایط گرم بیابانی در تابستان است، اما خنک تر از بیابان‌های گرم است. . زمستان‌های این اقلیم سرد و خشک است و میانگین دمای حداقل یک ماه به کمتر از ۰ درجه سلسیوس (۳۲ درجه فارنهایت) می‌رسد.

## مناطق حفاظت‌شده
کمتر از ۲٪ از بوم‌ناحیه به‌طور رسمی محافظت می‌شود. این مناطق حفاظت‌شده عبارتند از:
- پارک ملی دریاچه هامون
- پناهگاه حیات وحش راس کوه